# Einundzwanzig Forderungen
Die Einundzwanzig Forderungen (chinesisch 二十一條 / 二十一条, Pinyin Èrshíyī tiáo; jap. 対華二十一ヵ条要求, Taika Nijūikkajō Yōkyū) wurden dem Präsidenten der Republik China, Yuan Shikai, am 18. Januar 1915 von Ōkuma Shigenobu, Premierminister des Kaiserreichs Japan, überreicht.
Zu ihnen gehörte die Forderung nach einer japanischen Kontrolle der Provinz Shandong, der Mandschurei, der Inneren Mongolei, der Südküste Chinas und der Jangtsekiang-Mündung. Außerdem wurde verlangt, dass China die Hälfte seiner militärischen Bewaffnung von Japan kaufe.

## Inhalt der Forderungen
Die 21 Forderungen waren in fünf Gruppen gegliedert
- Die erste Gruppe betraf die Ersetzung des deutschen Einflusses (siehe Kiautschou) auf der Shandong-Halbinsel durch japanischen Einfluss. Alle bisher dem Deutschen Reich gewährten Vorrechte und Konzessionen sollten fortan Japan gewährt werden.
- Die zweite Gruppe betraf die Verstärkung des japanischen Einflusses in der südlichen Mandschurei (Provinzen Liaoning und Jilin) und seine Ausdehnung auf die Innere Mongolei für 80 Jahre, d. h. bis zum Jahr 1997. Die Pacht für Port Arthur sollte um weitere 99 Jahre verlängert werden, Japaner sollten Boden und Bergbaukonzessionen erwerben dürfen. China sollte keine Eisenbahnbau-Konzessionen mehr an nichtjapanische Gesellschaften vergeben und die Bahnstrecke Kirin-Tschangtung sollte unter japanische Kontrolle fallen.
- Die dritte Gruppe der Forderungen sollte sicherstellen, dass eine gemischte japanisch-chinesische Bergbaugesellschaft (die Hanyeping-Eisen- und Stahlwerke) bis 2007 die Konzessionen und das Monopol für Gruben am Jangtsekiang erhalte.
- Die vierte Gruppe sicherte formal Chinas staatliche Souveränität und Integrität. Die Forderung Japans, China dürfe keine (weiteren) Häfen und Inseln mehr an ausländische Mächte verpachten, richtete sich dabei jedoch weniger gegen die Mächte, welche bereits chinesische Gebiete an sich gerissen hatten (Großbritannien, Frankreich, Russland, Portugal und Japan selbst), sondern gegen jene, denen dies bisher nicht gelungen war, bzw. die dies bisher abgelehnt hatten (z. B. die Vereinigten Staaten).
- Die fünfte Gruppe der Forderungen war die entscheidende und drohte China in ein japanisches Protektorat zu verwandeln: Japaner sollten die chinesische Regierung in politischen, finanziellen und militärischen Angelegenheiten „beraten“, die Polizeibehörden gemeinsam verwaltet werden und China mindestens die Hälfte seiner militärischen Ausrüstung von Japan erwerben oder als gemeinsames japanisch-chinesisches Waffenarsenal anlegen. Die Provinz Fukien (Fujian), die der unter japanischer Kontrolle stehenden Insel Taiwan auf dem Festland gegenüber lag, sollte japanische Einflusssphäre werden. Japaner sollten das Recht auf Bodenerwerb und Missionierung erhalten.

## Internationale Reaktionen
Da das Hauptaugenmerk der europäischen Großmächte auf dem Kriegsgeschehen lag, Japan im Jahr zuvor auf Seiten der Entente gegen das Deutsche Reich in den Krieg eingetreten war und auch den Westmächten nur eine redigierte Fassung ohne Gruppe 5 mitgeteilt wurde, blieb das japanische Vorgehen weitgehend unbeachtet: Frankreich verzichtete auf eine Reaktion, Großbritannien hinterfragte einzig den Sinn japanischer Truppenentsendungen parallel zu den Forderungen und Russland sprach sich lediglich gegen japanische Ratgeber bei der chinesischen Polizei aus. Allein die damals noch neutralen Vereinigten Staaten erhoben Einwände gegen die Forderungen und versuchten vergeblich, Russland und Großbritannien zu einer gemeinsamen Intervention zu bewegen.

## Annahme der Forderungen

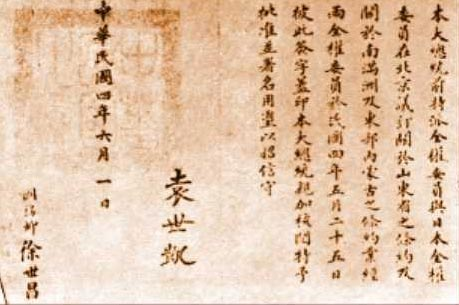
Der von Außenminister Xu Shichang (徐世昌) und Präsident Yuan Shikai (袁世凯) unterzeichnete Vertrag

In der Hoffnung auf weitere Rückendeckung der Großmächte wies China am 26. April 1915 Japans Forderungen zunächst zurück. Daraufhin präsentierte Japan eine veränderte Liste mit scheinbar nur 13 Forderungen ohne die bisherige fünfte Gruppe der Forderungen, die nun in einem geheimen Anhang vor der Öffentlichkeit versteckt wurde. Nachdem Japan am 7. Mai ultimativ die Annahme der Forderungen verlangt und mit militärischen Maßnahmen gedroht hatte, sah sich das von den übrigen Großmächten alleingelassene China am 8. Mai zur Annahme gezwungen, bat aber um weitere Verhandlungen über die fünfte Gruppe der Forderungen. Die USA erklärten am 13. Mai, keinerlei auf Grundlage dieser Forderungen geschlossene Abkommen zwischen Japan und China anzuerkennen, und verlangten die Rückgabe der von Japan eroberten ehemaligen deutschen Marinebasis Kiautschou an China.
Die Annahme dieser Forderungen durch Yuan Shikai führte zu heftigen Protesten in der chinesischen Bevölkerung und in letzter Konsequenz zur Bewegung des vierten Mai im Jahr 1919. Mit der Überreichung der 21 Forderungen an die chinesische Regierung versuchte Japan, sich die Vorherrschaft in China zu sichern. Das teilweise Nachgeben Yuan Shikais verdeutlichte Chinas Schwäche, die Japan nicht verborgen blieb.